# Ирена Касагић Вујановић
Ирена Касагић Вујановић (Бања Лука, 8. јул 1978) српски је фармаколог и ванредни професор Медицинског факултета у Бањој Луци.

## Биографија
У родном граду завршила је Медицинску школу, смјер фармацеутски техничар, и Медицински факултет, студијски програм Фармација (2005).
На истом факултету магистрирала је 2013. одбраном рада Експериментални дизајн у фармацеутској анализи итраконазола и његових нечистоћа и докторирала 2016. одбраном тезе Хемометријска анализа хроматографског понашања амлодипин-бесилата и бисопролол-фумарата у течној хроматографији хидрофилних интеракција. Специјализирала је испитивањe и контролу лијекова 2018. на Фармацеутском факултету у Београду. Од 2005. до 2010. радила је у апотеци. На Катедри за аналитику лијекова Медицинског факултета у Бањој Луци бирана је за асистента 2010, вишег асистента 2013, доцента 2017. и ванредног професора 2022. године. У периоду 2016–2020. била је руководилац студијског програма Фармација. Именована је 2018. за члана Комисије за фармакопеју у Агенцији за лијекове и медицинска средства Босне и Херцеговине. Фармацеутско друштво Републике Српске ју је 2019. именовало за почасног члана.

## Важнији радови
- Comparison of Full Factorial Design, Central Composite Design, and Box-Behnken Design in Chromatographic Method Development for the Determination of Fluconazole and Its Impurities, Analytical Letters 47–8 (2014) 1334–1347;
- Design of Experiments in Optimization and Validation of a Hydrophilic Interaction Liquid Chromatography Method for Determination of Amlodipine Besylate and Bisoprolol Fumarate (коауторка), Journal of Liquid Chromatography & Related Technologies 38–8 (2015) 919–928;
- Investigation of the retention mechanisms of amlodipine besylate, bisoprolol fumarate, and their impurities on three different HILIC columns (коауторка), isto 41–9 (2018) 523–531; Quality by design oriented development of hydrophilic interaction liquid chromatography method for the analysis of amitriptyline and its impurities (коауторка), Јournal of pharmaceutical and biomedical analysis 173–5 (2019) 86–95;
- Design of experiments in optimization and validation of hydrophilic interaction liquid chromatography method for determination of amlodipine besylate and its impurities (коауторка), Acta Chromatographica 34–1 (2021) 41–52.